# Sébastien Rodriguez
Pas d'image ? Cliquez ici

a Compétitions nationales et continentales officielles uniquement.

b Matchs officiels uniquement.
Sébastien Rodriguez, né le 1er novembre 1955 à Barcelone (Espagne) et mort le 30 juin 2016 à Perpignan, est un joueur de rugby à XIII dans les années 1970, 1980 et 1990 évoluant au poste d'ailier ou d'arrière.
Il joue au cours de sa carrière au sein de trois clubs. Tout d'abord il évolue à Pia aux côtés de Marc Ambert et Michel Naudo, puis rejoint le XIII Catalan avec lequel il étoffe son palmarès de deux titres de Championnat de France en 1985 et  1987, ainsi qu'un titre de Coupe de France en 1985, aux côtés de des frères Guy Laforgue et Francis Laforgue, Serge Bret, Jean-Jacques Cologni et Ivan Grésèque. Enfin, il termine sa carrière au Barcarès ponctué d'un titre d'un titre de Championnat de France de 2e division en 1990.
Dans la vie civile, Sébastien Rodriguez a entre autres occupé le poste de responsable de l'animation au sein des services municipaux de la commune du Barcarès.

## Palmarès
- Collectif :
  - Vainqueur de la Coupe d'Europe des nations : 1981 (France).
  - Vainqueur du Championnat de France : 1985 et  1987 (XIII Catalan).
  - Vainqueur de la Coupe de France : 1985 (XIII Catalan).
  - Vainqueur du Championnat de France de 2e division : 1990 (Le Barcarès).
  - Finaliste du Championnat de France : 1986 (XIII Catalan).
  - Finaliste de la Coupe de France : 1987 (XIII Catalan).

### Détails en sélection
| 1.  | 26 janvier 1980  | Pays de Galles            | 21-7  | Coupe d'Europe | Ailier  | - | - | - | - |
| 2.  | 16 mars 1980     | Angleterre                | 2-4   | Coupe d'Europe | Ailier  | - | - | - | - |
| 3.  | 31 janvier 1981  | Pays de Galles            | 23-5  | Coupe d'Europe | Ailier  | - | - | - | - |
| 4.  | 21 février 1981  | Angleterre                | 5-1   | Coupe d'Europe | Ailier  | - | - | - | - |
| 5.  | 7 juin 1981      | Nouvelle-Zélande          | 3-26  | Test-match     | Ailier  | - | - | - | - |
| 6.  | 21 juin 1981     | Nouvelle-Zélande          | 2-25  | Test-match     | Ailier  | - | - | - | - |
| 7.  | 4 juillet 1981   | Australie                 | 3-43  | Test-match     | Arrière | - | - | - | - |
| 8.  | 18 juillet 1981  | Australie                 | 2-17  | Test-match     | Ailier  | - | - | - | - |
| 9.  | 23 août 1981     | Papouasie-Nouvelle-Guinée | 13-13 | Test-match     | Ailier  | 3 | 1 | - | - |
| 10. | 6 décembre 1981  | Grande-Bretagne           | 0-37  | Test-match     | Ailier  | - | - | - | - |
| 11. | 20 décembre 1981 | Grande-Bretagne           | 19-2  | Test-match     | Ailier  | - | - | - | - |
| 12. | 31 juillet 1982  | Grande-Bretagne           | 8-7   | Test-match     | Ailier  | - | - | - | - |
| 13. | 13 décembre 1986 | Australie                 | 0-52  | Coupe du monde | Ailier  | - | - | - | - |